# Bahnstrecke Wysoka Kamieńska–Trzebiatów
| Der Bahnhof in Wysoka Kamieńska (Wietstock [Pommern]) |                         |                                               |                                               |
| Der Verlauf der PKP-Lihnie 407 |                         |                                               |                                               |
| Streckennummer: | 407                     |                                               |                                               |
| Kursbuchstrecke: | 111e (1934) 111f (1940) |                                               |                                               |
| Streckenlänge: | 55,6 km                 |                                               |                                               |
| Spurweite: | 1435 mm (Normalspur)    |                                               |                                               |
| Streckengeschwindigkeit: | 80 km/h                 |                                               |                                               |
| |                         |                                               |                                               |
| \| \| \| von Szczecin Dąbie \| \| \| \| \| von Worowo-Płoty \| \| \| \| 0,0 \| Wysoka Kamieńska (Wietstock [Pommern]) \| Wysoka Kamieńska (Wietstock [Pommern]) \| \| \| \| nach Wolin–Świnoujście \| \| \| \| 4,7 \| Stawno (Stäwen) \| Stawno (Stäwen) \| \| \| 8,2 \| Górki Pomorskie (Görke Kr. Cammin; ehem. Bf) \| Górki Pomorskie (Görke Kr. Cammin; ehem. Bf) \| \| \| 12,0 \| Jarszewo (Jassow; ehem. Bf) \| Jarszewo (Jassow; ehem. Bf) \| \| \| 13,1 \| Miłachowo (Milchow) \| Miłachowo (Milchow) \| \| \| \| \| \| \| \| 1,4 \| Kamień Pomorski Port (Cammin (Pommern) Hafen) \| Kamień Pomorski Port (Cammin (Pommern) Hafen) \| \| \| 2,35 \| \| \| \| \| 0,0 16,6 \| Kamień Pomorski (Cammin [Pommern]) \| Kamień Pomorski (Cammin [Pommern]) \| \| \| 21,3 \| Trzebieszewo Kamieńskie (Tribsow) \| Trzebieszewo Kamieńskie (Tribsow) \| \| \| 26,8 \| Jatki (Brendemühl) \| Jatki (Brendemühl) \| \| \| 32,6 \| Gostyniec (Justin) \| Gostyniec (Justin) \| \| \| 36,1 \| Niczonów (Nitzkow [Pommern]) \| Niczonów (Nitzkow [Pommern]) \| \| \| \| von Trzebiatów-Rewal \| \| \| \| 38,9 \| Karnice (Karnitz b. Greifenberg Pom.) \| Karnice (Karnitz b. Greifenberg Pom.) \| \| \| \| nach Gryfice \| \| \| \| 42,6 \| Gocławice (Gützelfitz) \| Gocławice (Gützelfitz) \| \| \| 46,3 \| Czaplin (Zapplin) \| Czaplin (Zapplin) \| \| \| 53,0 \| Trzebiatkowo (Treptow Vorstadt) \| Trzebiatkowo (Treptow Vorstadt) \| \| \| \| Anschluss \| \| \| \| \| von Gryfice-Brojce \| \| \| \| \| von Goleniów-Gryfice \| \| \| \| 55,6 \| Trzebiatów (Treptow [Rega]) \| Trzebiatów (Treptow [Rega]) \| \| \| \| nach Kołobrzeg-Koszalin \| \| |                         |                                               |                                               |
| Strecke |                         | von Szczecin Dąbie                            | von Szczecin Dąbie                            |
| Abzweig geradeaus und ehemals von rechts |                         | von Worowo-Płoty                              | von Worowo-Płoty                              |
| Bahnhof | 0,0                     | Wysoka Kamieńska (Wietstock [Pommern])        | Wysoka Kamieńska (Wietstock [Pommern])        |
| Abzweig geradeaus und nach links |                         | nach Wolin–Świnoujście                        | nach Wolin–Świnoujście                        |
| Haltepunkt / Haltestelle | 4,7                     | Stawno (Stäwen)                               | Stawno (Stäwen)                               |
| Haltepunkt / Haltestelle | 8,2                     | Górki Pomorskie (Görke Kr. Cammin; ehem. Bf)  | Górki Pomorskie (Görke Kr. Cammin; ehem. Bf)  |
| Haltepunkt / Haltestelle | 12,0                    | Jarszewo (Jassow; ehem. Bf)                   | Jarszewo (Jassow; ehem. Bf)                   |
| Dienststation / Betriebs- oder Güterbahnhof | 13,1                    | Miłachowo (Milchow)                           | Miłachowo (Milchow)                           |
| Abzweig geradeaus und ehemals von links · Strecke von rechts (außer Betrieb) |                         |                                               |                                               |
| Strecke · Bahnhof (Strecke außer Betrieb) | 1,4                     | Kamień Pomorski Port (Cammin (Pommern) Hafen) | Kamień Pomorski Port (Cammin (Pommern) Hafen) |
| Strecke | 2,35                    |                                               |                                               |
| Kopfbahnhof Strecke ab hier außer Betrieb | 0,0 16,6                | Kamień Pomorski (Cammin [Pommern])            | Kamień Pomorski (Cammin [Pommern])            |
| Bahnhof (Strecke außer Betrieb) | 21,3                    | Trzebieszewo Kamieńskie (Tribsow)             | Trzebieszewo Kamieńskie (Tribsow)             |
| Bahnhof (Strecke außer Betrieb) | 26,8                    | Jatki (Brendemühl)                            | Jatki (Brendemühl)                            |
| Bahnhof (Strecke außer Betrieb) | 32,6                    | Gostyniec (Justin)                            | Gostyniec (Justin)                            |
| Bahnhof (Strecke außer Betrieb) | 36,1                    | Niczonów (Nitzkow [Pommern])                  | Niczonów (Nitzkow [Pommern])                  |
| Abzweig geradeaus und von links (Strecke außer Betrieb) |                         | von Trzebiatów-Rewal                          | von Trzebiatów-Rewal                          |
| Bahnhof (Strecke außer Betrieb) | 38,9                    | Karnice (Karnitz b. Greifenberg Pom.)         | Karnice (Karnitz b. Greifenberg Pom.)         |
| Abzweig geradeaus und nach rechts (Strecke außer Betrieb) |                         | nach Gryfice                                  | nach Gryfice                                  |
| Bahnhof (Strecke außer Betrieb) | 42,6                    | Gocławice (Gützelfitz)                        | Gocławice (Gützelfitz)                        |
| Bahnhof (Strecke außer Betrieb) | 46,3                    | Czaplin (Zapplin)                             | Czaplin (Zapplin)                             |
| ehemaliger Kopfbahnhof Strecke bis hier außer Betrieb | 53,0                    | Trzebiatkowo (Treptow Vorstadt)               | Trzebiatkowo (Treptow Vorstadt)               |
| Abzweig geradeaus und nach links |                         | Anschluss                                     | Anschluss                                     |
| Abzweig geradeaus und ehemals von rechts |                         | von Gryfice-Brojce                            | von Gryfice-Brojce                            |
| Abzweig geradeaus und von rechts |                         | von Goleniów-Gryfice                          | von Goleniów-Gryfice                          |
| Bahnhof | 55,6                    | Trzebiatów (Treptow [Rega])                   | Trzebiatów (Treptow [Rega])                   |
| Strecke |                         | nach Kołobrzeg-Koszalin                       | nach Kołobrzeg-Koszalin                       |

Die Bahnstrecke Wysoka Kamieńska–Trzebiatów (deutsch: Wietstock [Pommern]–Treptow [Rega]) ist eine nur noch im ersten Abschnitt befahrene Hauptstrecke der Polnischen Staatsbahn (PKP) und verläuft von Südwest nach Nordost innerhalb der Woiwodschaft Westpommern.

## Verlauf
Die Bahnstrecke von Wysoka Kamieńska (Wietstock)  nach Trzebiatów (Treptow a.d. Rega) mit der PKP-Liniennummer 407 zweigt in Wysoka Kamienska von der Hauptbahnstrecke Szczecin Dąbie–Świnoujście (Altdamm–Swinemünde) ab und stellt nach 16 Kilometern den Anschluss an die alte Bischofsstadt Kamień Pomorski (Cammin) her. Ursprünglich führte sie von dort noch 39 Kilometer weiter bis nach Trzebiatów und fand hier Anschluss an die Bahnstrecke Koszalin–Goleniów (Köslin–Gollnow). Im Verlauf ihrer Strecke durchzieht die Bahnstrecke die beiden Kreise Powiat Kamieński und Powiat Gryficki innerhalb der Woiwodschaft Westpommern.

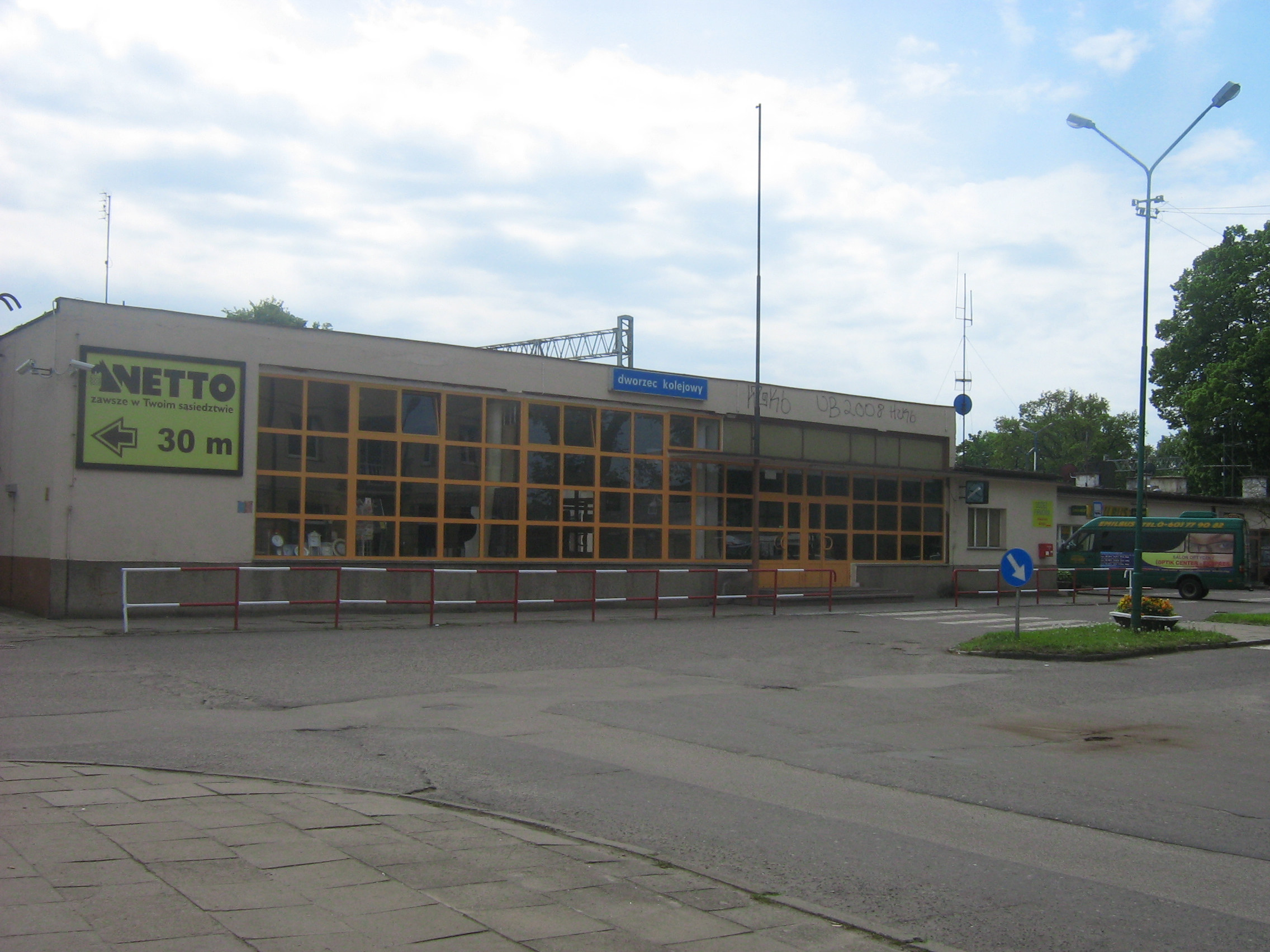
Der Bahnhof in Kamień Pomorski (Cammin)

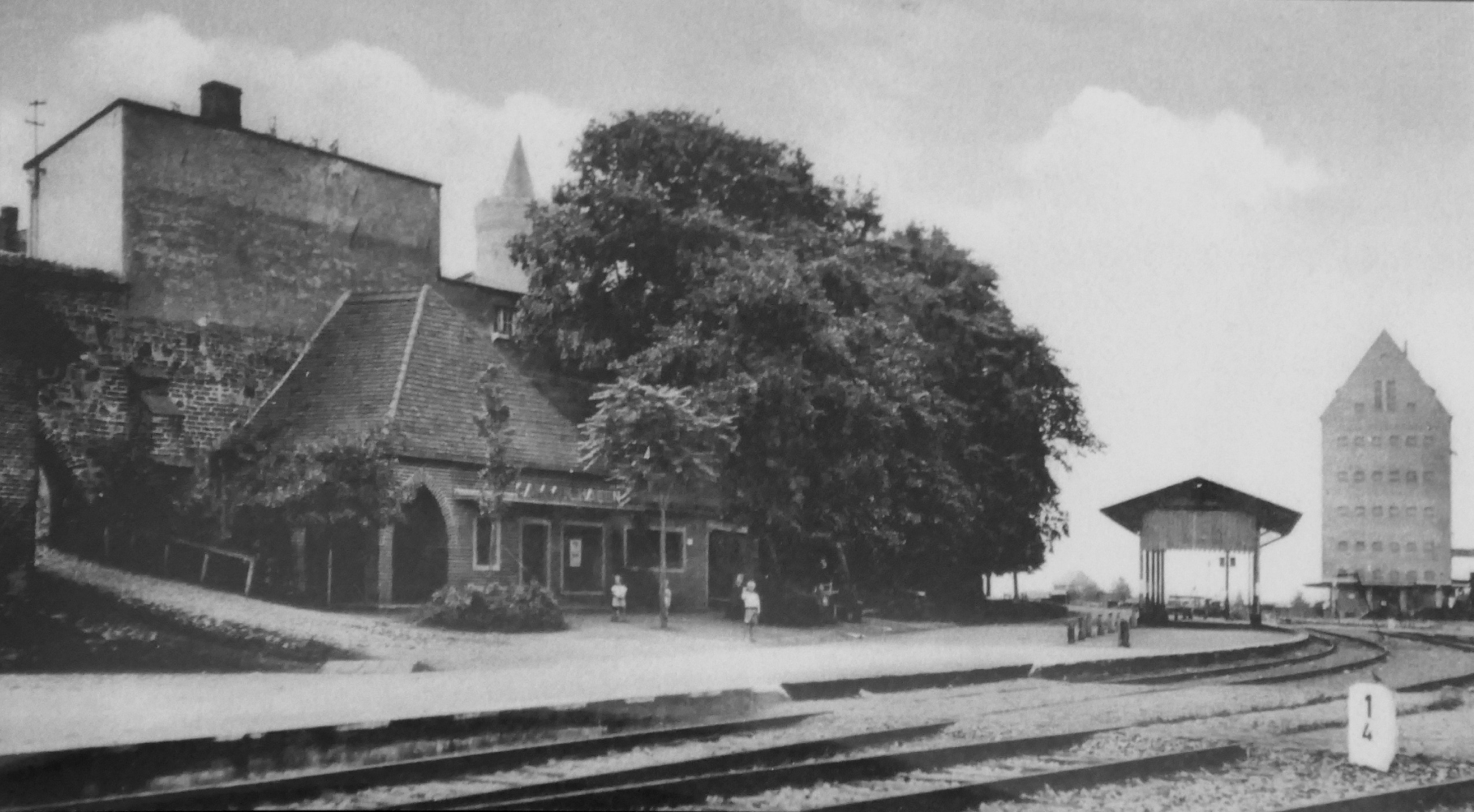
Hafenbahnhof Cammin etwa 1935

## Geschichte
Im Jahre 1892 (Eröffnungsdatum: 15. Juli) entstand die Bahnstrecke von Stettin über Altdamm (Dąbie) und Gollnow (Goleniów) bis nach Wietstock (Wysoka Kam.) und teilte sich hier in eine Teilstrecke nach Wollin (Wolin) und in die andere nach Cammin (Kamień Pomorski). 14 Jahre später, am 24. Dezember 1906, wurde die Anschlussstrecke von Cammin nach Treptow a.d. Rega (Trzebiatów) in Betrieb genommen. Dieser zweite Abschnitt wurde bereits 1945 als Folge des Krieges stillgelegt und zum größten Teil demontiert.
Der erste Abschnitt der Bahnstrecke von Wysoka Kamieńska nach Kamień Pomorski wuchs an Bedeutung und wurde 1982 elektrifiziert. Seit 2001 darf die Strecke mit einer Höchstgeschwindigkeit von 80 km/h befahren werden. Seit 2007 besteht allerdings eine Langsamfahrstelle zwischen Górki Pomorskie (Görke) und Kamień Pomorski, wo nur 60 km/h zugelassen sind.

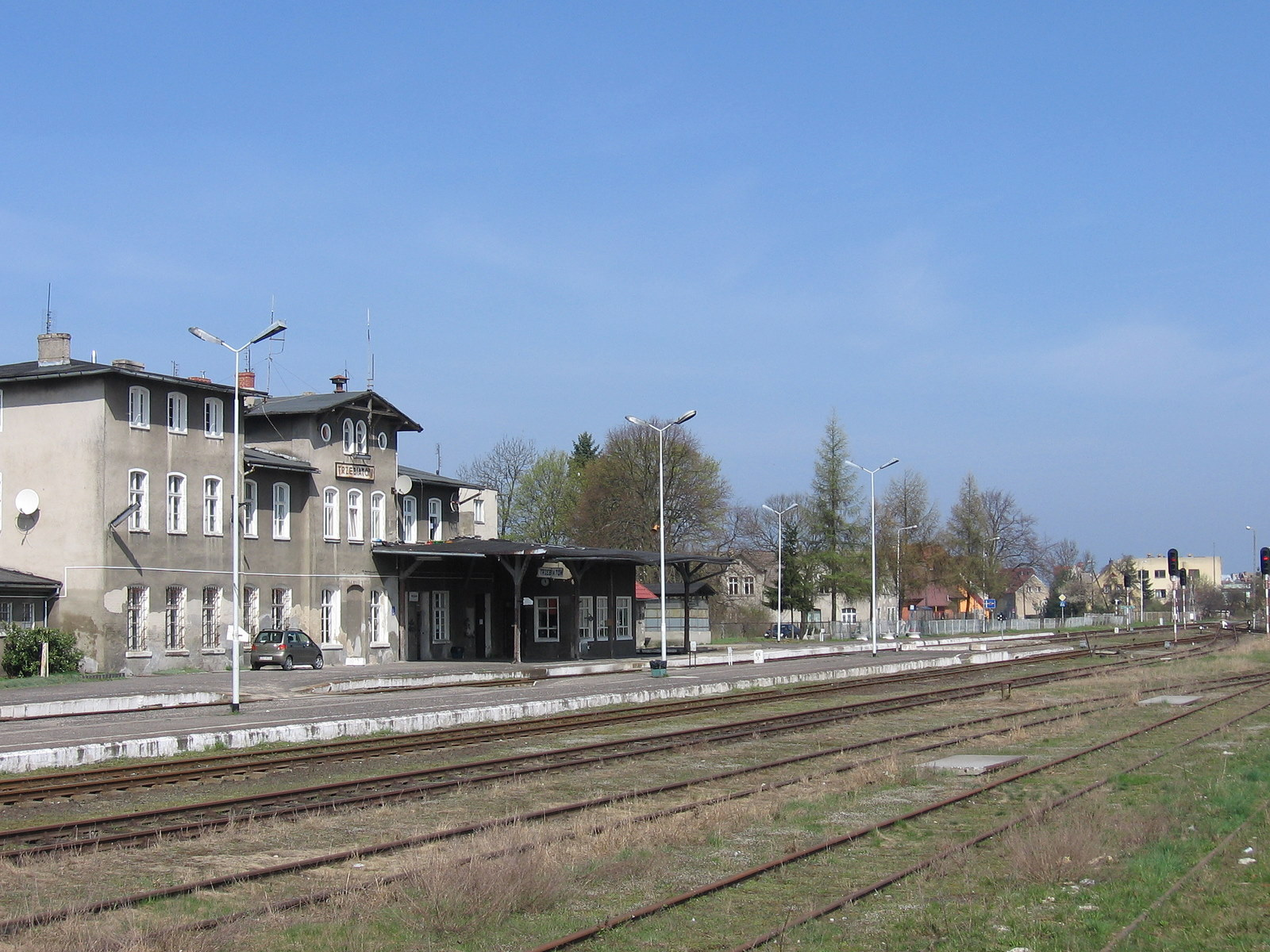
Der Bahnhof in Trzebiatów (Treptow a.d. Rega)

## Bahnstrecke Kamień Pomorski–Kamień Pomorski Port
Die Bahnstrecke von Kamień Pomorski (Cammin [Pommern]) nach Kamień Pomorski Port (Cammin [Pommern] Hafen) wurde vor 1909 eröffnet. Vor 1990 wurde der Personenverkehr eingestellt und am 28. Mai 2010 wurde die Strecke stillgelegt. Das Gleis zum Getreidesilo wurde bis etwa 1995 noch benutzt und nach der Stilllegung zum größten Teil abgebaut. Am Hafen ist an der Zufahrt zu einem Parkplatz auch 2024 noch ein Gleisstück zu sehen.
Am Hafenbahnhof war ein Bahnsteig sowie ein Umfahrungsgleis vorhanden, die Strecke endete als Ladegleis am Hafen. Das Bahnhofsgebäude existiert noch.